# خوزه ویسنته (بازیکن فوتبال)
خوزه ویسنته (انگلیسی: José Vicente؛ زادهٔ ۱۹ دسامبر ۱۹۳۱) بازیکن فوتبال اهل اسپانیا است.
از باشگاه‌هایی که در آن بازی کرده‌است می‌توان به باشگاه فوتبال اسپانیول، باشگاه ورزشی رئال مایورکا، باشگاه فوتبال رئال مادرید، و باشگاه فوتبال دپورتیوو لاکرونیا اشاره کرد.
وی همچنین در تیم‌های ملی فوتبال Spain B national football team و اسپانیا بازی کرده‌است.